# Maxophone
Maxophone é um grupo de rock progressivo italiano cujo ápice de atuação ocorreu nos anos 1970.

## História
A banda foi fundada em Milão, em 1973 por Roberto Giuliani (voz, piano e guitarra), Alberto Ravasini (voz solista, baixo, violão e flauta) e Sandro Lorenzetti (bateria), conhecido no meio jazzístico da Lombardia. A eles se uniram Sergio Lattuada (órgão Hammond e teclados), Maurizio Bianchini (trompa, vibrafone, percussão e voz) e Leonardo Schiavone (clarineta, flauta e saxofone). Todos os membros do grupo foram formados no conservatório.
Depois de alguns anos de exibições ao vivo, em 1975, a banda decide criar o primeiro 45 rotações com o título C'è un paese al mondo/Al mancato compleanno di una farfalla. No início de 1976 foi publicado o álbum de estréia Maxophone, distribuído também em língua inglesa para o mercado norte americano. O estilo do grupo é caracterizado pela fusão de elementos clássicos, jazz, música pop e rock.
Nos meses sucessivos o grupo foi convocado pela RAI para um concerto televisivo, transmitido dos estúdios de Turim para o programa Un'ora per voi. A exibição veio a ser publicada em DVD como um anexo do álbum From cocoon to butterfly, em 2006. A banda também se exibiu na décima edição do Festival de Montreux.
Em 1977, o Maxophone publicou um segundo 45 rotações de sucesso intitulado Il fischio del vapore/Cono di gelato. Posteriormente vieram algumas exibições ao vivo conclusivas até o desaparecimento do grupo.

## Redescoberta
A partir dos anos 1990, os trabalhos do Maxophone foram recuperados através da onda de reavivamento do progressivo clássico. Em 1993, o álbum de estréia em versão inglesa foi reeditado pela etiqueta Mellow. E, em 1997, também foi relançada a versão italiana pela mesma casa discográfica. Já em 2001 a etiqueta Akarma republicou o álbum em vinil com a adição de algumas músicas que saíram somente nos 45 rotações.
Em 2006, foi lançada uma caixa contendo CD e DVD intitulada From cocoon to butterfly, contendo uma antologia de dez gravações inéditas do período que compreende 1973 a 1975. Além disso, há alguns vídeos raros de um concerto realizado nos estúdios da RAI, em Turim. No mesmo ano o grupo exibiu uma performance ao vivo promocional.
Depois de uma pausa para reflexões, o Maxophone se reconstituiu novamente no início de 2008 com uma nova formação que compreende membros históricos como Sergio Lattuada (voz e teclado) e Alberto Ravasini (voz, teclado, guitarra), além de novos elementos como Francesco Garolfi (guitarra, voz), Marco Croci (baixo e voz) e Carlo Monti (bateria, percussão e violino). Posteriormente Marco Tomasini dá lugar a Francesco Garolfi, proveniente do grupo Atlantis1001.

## Discografia

### Álbum
- Maxophone (1976). Edições: vinil 33 rotações, PA-LP 57, Produtores Associados, (edição original); CD MMP 308 Mellow Records (1997); vinil 33 rotações AK 1029 Akarma (2001);
- Maxophone (versão inglesa) 1977. Edições: vinil 33 rotações, PA-LP 57 Produtores Associados (edição original); CD MMP 179 Mellow Records (1993);
- From cocoon to butterfly (2006 - caixa CD+DVD VM100 AB MVA BTF-VM2000-Vinyl Magic);

### Singles
- C'è un paese al mondo/Al mancato compleanno di una farfalla (1975) - 45 rotações PA-NP 3244 Produtores Associados;
- Il fischio del vapore/Cono di gelato (1977) - 45 rotações PA-NP 3267 Produtores Associados;